# Eugène de Sartiges
Étienne-Gilbert-Eugène graaf de Sartiges de Sourniac (Gannat, 17 januari 1809 - Parijs, 5 oktober 1892), was een Frans diplomaat en politicus ten tijde van het Tweede Franse Keizerrijk.

## Biografie
Eugène de Sartiges, zoon van prefect Charles-Eugène-Gabriel de Sartiges, trad toe tot de Franse diplomatie in 1830. Hij werd attaché bij de Franse ambassade in Rome, en vervolgens legatiesecretaris te Brazilië, Griekenland en het Ottomaanse Rijk. Nadien werd hij nog zaakgelastigde in Perzië en gevolmachtigd minister in de Verenigde Staten (1851-1860), in Nederland (1860-1862). Zijn laatste diplomatieke functie was die van ambassadeur bij de Heilige Stoel (1864-1868), waarbij hij meer dan 30 jaar na het begin van zijn diplomatieke carrière terugkeerde naar Rome, de stad waar hij ooit begonnen was als diplomaat.
Na zijn diplomatieke carrière werd Sartiges op 14 augustus 1868 door keizer Napoleon III benoemd tot senator. Hij zou in de Senaat blijven zetelen tot de afkondiging van de Derde Franse Republiek op 4 september 1870.
Sartiges was grootofficier in het Legioen van Eer.
- Bibliothèque nationale de France: cb17845716v (data)
- Gemeinsame Normdatei: 1157952240
- International Standard Name Identifier: 0000 0004 7884 0624
- Base Léonore: LH//2461/79
- Réseau des bibliothèques de Suisse occidentale: 02-A017959915
- Système universitaire de documentation: 23828624X
- Virtual International Authority File: 187152636173820052994
- WorldCat: E39PCjJrBrbP6d7WBXk6HJWDD3